# Alice Calhoun
Alice Calhoun (ur. 21 listopada 1900, zm. 3 czerwca 1966) – amerykańska aktorka filmowa.

## Filmografia
- 1920: Deadline at Eleven jako Cerrie Weiss
- 1921: Princess Jones jako Princess Jones
- 1923: The Man Next Door jako Bonnie Bell
- 1925: Szczęśliwy wojownik jako Dora
- 1927: The Down Grade jako Molly Crane
- 1934: Now I'II Tell jako Pani Doran

## Wyróżnienia
Posiada swoją gwiazdę na Hollywoodzkiej Alei Gwiazd.